# Snapchat
Snapchat (snap chat с англ. — «моментальный чат») — мобильное приложение обмена сообщениями с прикреплёнными фото и видео. Создано Эваном Шпигелем, Бобби Мёрфи и Реджи Брауном во время обучения в Стэнфордском университете. Одна из основных концепций Snapchat заключается в том, что переданные изображения и сообщения доступны получателю только на протяжении некоторого короткого времени, прежде чем станут совершенно недоступными.

## История
Прототип для Snapchat был начат Брауном и Шпигелем в качестве проекта для одного из классов Шпигеля в Стэнфорде, где Шпигель учился на дизайнера. Когда в апреле 2011 года Шпигель представил идею перед своим классом в качестве окончательного проекта, одноклассники сосредоточились на непостоянном аспекте потенциального продукта и отказались от мысли о временных фотографиях.
Бобби Мёрфи был введён в проект, чтобы написать исходный код для приложения, а Picaboo (так изначально называлось приложение) впервые был запущен в качестве приложения только для iOS в июле 2011 года. Приложение было перезапущено в сентябре под названием Snapchat.
Первоначально Snapchat был сосредоточен лишь на обмене фотографиями от человека к человеку. Новые функции, включая возможность отправки коротких видеороликов, общения через видеочат и сохранения необходимой информации о чате посредством нажатия на сообщение, были добавлены в поздних обновлениях. Snapchat представил функцию «Моя история», позволяя пользователям записывать короткие видео доступные на 24 часа всем друзьям.
В 2016 году компания была переименована в Snap Inc. и выпустила очки для записи небольших видеороликов с последующим выкладыванием в социальные сети. Очки оснащены двумя камерами и светодиодными индикаторами записи. Стоимость продукта — 130 долларов.
В мае 2019 года в СМИ появилось сообщение, что через внутренний инструмент SnapLion осуществлялась слежка за пользователями приложения.
В марте 2022 года Snapchat прекратил показ рекламы в России, Беларуси, а на Украине приостановил продажу рекламы.

## Функциональность
Используя приложение, пользователь может снимать фото, записывать видео, добавлять текст и рисунки и отправлять их управляемому списку получателей. Для такой отправляемой фотографии или видео, называемых «snap», пользователи задают лимит времени, обозначающий как долго получатели смогут просматривать материал (на март 2015 он варьировался от 1 до 10 секунд), после которого материал скрывается с устройства получателя, но не удаляется с сервера Snapchat. Повторно посмотреть можно только последний snap и только раз в 24 часа.
В июле 2014 года была добавлена функция, известная как «Geofilters», которая позволяет использовать специальные графические оверлеи, если пользователь находится в определённом географическом местоположении, например, в городе. Пользователи Snapchat могут создавать и отправлять свои собственные «Geofilters» для использования в приложении. Функция «Объектив», представленная в сентябре 2015 года, позволяет пользователям добавлять эффекты в реальном времени на свои снимки, используя технологию распознавания лиц, которая активируется длительным нажатием на лицо.
Снэпы могут быть направлены в частном порядке выбранным контактам или полупубличной «Историей». Частные снэпы можно просмотреть в течение заданного пользователем времени (от 1 до 10 секунд, как определено отправителем), прежде чем они станут недоступными. Пользователям ранее требовалось удерживать экран, чтобы просмотреть снэп; это поведение было снято в июле 2015 года. Требование удерживать на экране было направлено на то, чтобы не дать возможность делать скриншоты снэпов; приложение Snapchat не предотвращает снятие скриншотов, но может уведомить отправителя, если оно обнаружит, что оно было сохранено. Однако эти уведомления могут быть обойдены либо посредством несанкционированных изменений в приложении, либо путем получения изображения через внешние средства. Один снэп в день может быть воспроизведён бесплатно. В сентябре 2015 года компания Snapchat предоставила возможность приобретения дополнительных повторов через покупки в приложении. Возможность приобретения дополнительных повторов была удалена в апреле 2016 года.
Друзья могут быть добавлены через имена пользователей и контактов в телефоне, используя настраиваемые «Snapcodes» или через функцию «Добавить поблизости», которая сканирует пользователей рядом с их местоположением, которые также находятся в меню «Добавить». Шпигель объяснил, что Snapchat призван противодействовать тенденции, в которой пользователи вынуждены управлять идеализированной онлайн-идентичностью самих себя, что, по его словам, «взяло на себя всю радость от общения».
В июле 2016 года Snapchat купил Bitstrips и принадлежавшее компании приложение Bitmoji, которое позволяет пользователям создавать наклейки с персонализированными аватарами мультфильмов. Snapchat начал интеграцию между Bitmoji и Snapchat, позволяя пользователям связывать свои учётные записи и использовать наклейки Bitmoji в виде снимков и сообщений.
По статистике Snapchat на май 2014 года, пользователями приложения отправлялось по 700 млн фото и видео в день, тогда же контент из Snapchat Stories просматривался 500 млн раз в день. Компания оценивается разными источниками в $10–20 млрд.
Согласно опубликованной статистике Snapchat, по состоянию на май 2015 года пользователи приложения отправляли 2 миллиарда видеороликов в день, достигнув 6 миллиардов к ноябрю. К 2016 году количество ежедневных просмотров видео в Snapchat достигло 10 миллиардов. В мае 2016 года Snapchat привлек $1,81 млрд, что свидетельствует о сильном интересе инвесторов к компании. К 31 мая 2016 года в приложении было около 10 миллионов активных пользователей в Великобритании. В феврале 2017 года Snapchat насчитывал 160 миллионов активных пользователей ежедневно, увеличившись до 166 миллионов в мае.